# Ягуар (сторожевой корабль)
Ягуар, с 25.10.1968 Комсомолец Грузии, с 31.08.1977 опытовое судно ОС-188 — сторожевой корабль проекта 50 Черноморского флота ВМФ СССР, позднее опытовое судно. Проходил боевые службы в Средиземном море. Бортовые номера 894, 895, 897.

## Служба
Сторожевой корабль «Ягуар» проекта 50 был зачислен в списки кораблей ВМФ 7 декабря 1951 года и 23 июля 1952 года заложен на стапеле судостроительного завода № 445 им. 61 коммунара в Николаеве (заводской номер № 1123). Спущен на воду 14 февраля 1953 года, вступил в строй 24 апреля 1954 года и 30 апреля 1954 года включен в состав флота.
1- 30 июня 1967 года во время Шестидневной войны и 1 ноября 1970 — 31 марта 1971 года, находясь при несении боевой службы в зоне военных действий на Средиземном море, выполнял боевую задачу по оказанию помощи вооруженным силам Египта.
C 25 октября 1968 года был переименован в «Комсомолец Грузии». В 1970-х годах в составе 184-й бригады ОВР, базировавшимся в Потийской военно-морской базы. На 1977 год имел бортовой номер 897.
28 июня 1977 года был выведен из боевого состава, разоружен и переформирован 31 августа 1977 года в опытовое судно с переименованием в «ОС-188». На судне в опытном порядке проходили испытания стрельбовой РЛС МР-100 «Парус». Антенный пост станции установили на крыше рубки вместо стабилизированного визирного поста СВП-42-50, который перенесли на кормовую надстройку.
13 августа 1987 года опытовое судно «ОС-188» было исключено из списков судов ВМФ в связи со сдачей в ОФИ для демонтажа и реализации, а 1 октября 1988 года было расформировано и позднее разделано на металл в Севастополе.

## Командиры
- 1968 — Сираковский В. П.

## Примечание
1. ↑  На флоте серии неофициально называлась «полтинники» или «зверьки». Поскольку серия была большой названия вскоре перешли на птиц, а часть кораблей остались номерными.
2. 1 2 3 4 5  Сторожевой корабль "Ягуар". Черноморский флот - информационный ресурс (2024). Дата обращения: 9 ноября 2024. Архивировано 9 ноября 2024 года.